# Schwenden (Marktoberdorf)
Schwenden ist ein Gemeindeteil der Stadt Marktoberdorf im schwäbischen Landkreis Ostallgäu (Bayern).

## Geographie
Das Dorf liegt rund sieben Kilometer südwestlich von Marktoberdorf und zwei Kilometer westlich des Ortsteils Leuterschach, nahe der Wertach, die hier zwischen Görisried und Marktoberdorf fließt. Neben der Haupt-Ansiedlung gibt es noch etliche Einzelanwesen, die in einem Bereich von 2 km in Ost-West-Richtung verstreut liegen.

## Geschichte
Der Name der Ansiedlung stammt vom Begriff des Schwendens im Ackerbau.
Rund 200 Meter nordwestlich der Kapelle befindet sich der Burgstall, eine abgegangene Burg. Erhalten sind davon noch der Halsgraben und der Wall. Die Erbauer waren die Ritter von Schwendi. Auf einem Gedenkstein findet sich als erste Erwähnung das Jahr 1321. Das Wappen der Ritter ist ein Mühlrad, welches später von der Gemeinde Leuterschach übernommen wurde.
Bis zur  Gemeindegebietsreform war Schwenden ein Ortsteil der Gemeinde Leuterschach. Diese wurde 1978 nach Marktoberdorf eingegliedert.

## Infrastruktur
Im Ort gibt es eine Kapelle, eine ehemalige Sennerei und zwölf Häuser, hauptsächlich landwirtschaftliche Betriebe.
Aufgrund der Nähe zu Ober- bzw. Unterthingau wurden die Telefonleitungen so gelegt, dass Schwenden, obwohl zu Marktoberdorf gehörend, die Telefonvorwahl von Unterthingau (08377) erhielt.